# 查平 (愛荷華州)
查平是一個位於美國愛荷華州富蘭克林縣的普查規定居民點。在2010年美國人口普查中人口為87人。
查平在1858年被測量。